# Juanjo Pizarro
Juan José Pizarro Fernández (Fuente de Cantos, Badajoz), 1962 - 1 de enero de 2021) fue un músico y compositor español, componente de las bandas Sacramento, Dulce Venganza, Dogo y los Mercenarios y Pata Negra.
Como músico, tocaba entre otros instrumentos, la guitarra, el bajo y el piano.

## Músico
Fue guitarrista, compositor y productor en la banda musical Dogo y los Mercenarios, participando en discos como Ansia (1987), Llueve en Sevilla (1988) o Mala Reputación (1990); y como músico en la banda Silvio y Sacramento. También como músico ha participado en varias colaboraciones con multitud de grupos como Pata Negra, Def con Dos, El gitano, la cabra y la trompeta, Gérmenes, JJ Trip; y como músico y productor en Reincidentes. Colaborador habitual de Dulce Venganza junto a músicos como Andrés Herrera, Miguel A. Suárez y el baterista Francis Romo.

## Productor
Ha producido discos de diferentes bandas tales como Reincidentes en discos como ¿Dónde está Judas? (1992), Sol y Rabia (1993) y otros más actuales como Tiempos de ira (2011). Parachokes, Maita Vende Ca o El gitano, la cabra y la trompeta entre otros, en su estudio Central Sevilla, en las proximidades del centro urbano de la ciudad sevillana. 
También produjo a Parachokes (1990 Estudios Bola) o LosComotoras (1991 Estudios Central) , junto a David Young (productor de Lou Reed o David Bowie, entre otros).
Ha colaborado junto a los hermanos Amador, Pata Negra, en todos sus proyectos fonográficos.
En el caso de Reincidentes, Juanjo ha producido todos los discos de la banda en la cual toca su propio hermano como batería e incluso en algunas ocasiones ha colaborado con ellos poniéndose a la guitarra en varias de sus canciones. Con este grupo ha grabado en varias ocasiones en estudios de grabación en Londres.
Otras producciones menos conocidas son por ejemplo los discos Poesía en libertad, de Emiliano Zapata, hijo del conocido artista nacional El Cabrero o al cantautor valenciano Miguel Caldito.